# Американо-науруанские отношения
Американо-науруанские отношения — двусторонние дипломатические отношения между США и Науру.

## История
В 1976 году Соединённые Штаты Америки установили дипломатические отношения с Науру, через восемь лет после провозглашения независимости Науру от Австралии. Между США и Науру установились хорошие отношения, основанные на взаимном уважении и общих интересах. Обе страны тесно сотрудничают по широкому кругу вопросов: укрепление безопасности стран региона, оказание содействия устойчивому развитию экономики, а также решение проблем, связанных с изменением климата,  рыболовством и защитой окружающей среды. Соединённые Штаты не имеют консульских или дипломатических представительств на Науру. Сотрудники посольства США на Фиджи представляют интересы страны и на Науру.
В 2016 году Соединённые Штаты направили на Науру две цистерны с водой объёмом 10 000 литров для оказания помощи населению, так как в этой стране нет центральной системы водопровода. Соединённые Штаты также являются крупным финансовым источником для международных и региональных организаций, которые помогают Науру, включая Азиатский банк развития, Всемирный банк, ЮНИСЕФ, Всемирную организацию здравоохранения и Фонд ООН в области народонаселения. У Соединённых Штатах также имеется подписанное соглашение о судоходстве в рамках Инициативы по безопасности на море в Океании с Науру для обеспечения безопасности и поддержки кораблей, которые позволяют сотрудникам правоохранительных органов Науру осуществлять свою деятельность на борту кораблей военно-морских сил США.

## Экономические отношения
Торговля между Соединёнными Штатами и Науру носит ограниченный характер. В 2010 году товарооборот между странами составил сумму 2,711 млн долларов США.